# Mirosław Kabała
Mirosław Kabała (ur. 11 maja 1966) – polski koszykarz występujący na pozycji obrońcy, reprezentant Polski, po zakończeniu kariery zawodniczej trener koszykarski.
W 2019 został prezesem klubu KKS Turów Zgorzelec.

## Osiągnięcia

### Klubowe
- Wicemistrz Polski (1989, 1994)
- Brązowy medalista mistrzostw Polski (1995)
- Zdobywca Pucharu Polski (1989, 1995, 1996)
- Awans do:
  - najwyższej klasy rozgrywkowej z Hutnikiem Kraków (1990)
  - I ligi z Turowem Zgorzelec (2001)
- Uczestnik rozgrywek Pucharu Europy (1993/1994 – III runda, 1994–1996 – ćwierćfinał)

### Młodzieżowe
- Wicemistrz Polski juniorów (1984)
- MVP finałów mistrzostw Polski (1984)
- Zaliczony do I składu mistrzostw Polski (1984)

### Reprezentacja
- Uczestnik mistrzostw Europy U–18 (1984 – 11. miejsce)